# Brachylinga mexicana
Brachylinga mexicana är en tvåvingeart som beskrevs av Webb 2006. Brachylinga mexicana ingår i släktet Brachylinga och familjen stilettflugor. Inga underarter finns listade.